# Leggy
Leggy è linea di bambole di 10" di altezza, prodotta dalla Hasbro dal 1972 al 1973. In Italia venne distribuita dalla Polistil anche con il nome di Bimbola.

## Caratteristiche
Le bambole Leggy hanno un aspetto molto esagerato, anche se sono alte solamente 10". Sono molto magre (la vita non misura più di 0,75") e hanno delle gambe lunghissime che raggiungono i 7". Ogni bambola dell'edizione standard veniva venduta in un grande blister completa di un abito, pantaloni, scarpe a zeppa e un supporto di plastica. Il loro aspetto inusuale ne faceva le modelle ideali per una varietà di abiti alla moda, compresa la loro linea personale.

## Storia
La linea Leggy è stata prodotta dal 1972 al 1973 dalla Hasbro per il Nord America, distribuita dalla Polistil in Europa e prodotta su licenza dalla Shiba in Giappone. Le versioni Hasbro e Polistil della bambola sono identiche, mentre la versione giapponese è differente. Le bambole venivano identificate attraverso dei nomi.
Sebbene la linea Leggy abbia prodotto svariati accessori e varianti, ha avuto vita molto breve sul mercato. La linea è stata dismessa dopo solo un anno.
In Italia venne distribuita con due differenti nomi in due momenti differenti: Leggy e Bimbola, ed era distribuita ancora nel 1974. La campagna pubblicitaria italiana è stata curata dall'agenzia Al.Sa di Gianni Sassi e Sergio Alberoni, nell'inconfondibile stile grafico di Sassi.

## Personaggi
Nella linea sono stati prodotti quattro personaggi:
- Sue,  soprannominata Antilope Nera (in inglese The Black Antelope).
È la bambola afroamericana, ha una capigliatura afro nera, occhi marroni e rossetto rosso. Risulta la più difficile da reperire e la più costosa. Proviene da New Orleans e svolge l'attività di cantante e ballerina. È elagante, dolce e carina, e le piace cantare diverse canzoni.
- Jill, soprannominata La Nuova Bionda (in inglese The New Blonde).
Ha lunghi capelli biondi che le arrivano quasi all'altezza delle ginocchia e una frangia, oltre a occhi azzurri e rossetto rosa. È statunitense, nata a Denver e residente a Santa Monica, in California. È una studentessa ed è caratterizzata da lunghi capelli biondi, gambe lunghe e grandi occhi. Ama i cavalli, dormire fino a tardi e cucinare.
- Nan, soprannominata Gabbiano (in inglese The Seagull).
 Ha capelli ondulati castani raccolti in una coda di cavallo, occhi bruni e viola e rossetto rosso. È italiana e vive a bordo di una imbarcazione in mare. È una fotografa geografica, è alta, con dolci occhi ed è molto carina.
- Kate, soprannominata Vento Rosso (in inglese The Red Wind).
 Ha capelli rosso/arancio che le arrivano alle spalle, ha occhi verdi e rossetto color pesca. È irlandese ma vive a Londra, è un'attrice e ama le motociclette.

## Eredità
Una linea di bambole, chiamata Hi:Glamm, è stata prodotta nel tardo 2007 dalla MGA Entertainment. Le bambole ricordano molto da vicino l'aspetto delle Leggy, soprattutto a causa delle loro gambe esageratamente lunghe, ma sono realizzate in una scala più grande, di 13" di altezza. La linea è costituita da cinque personaggi: Nicole, la nera, è il corrispettivo di Sue; Julia, la rossa corrispondente a alla Leggy Kate; Alex, una bellezza dai capelli neri che ricorda Nan; Pam, i cui capelli biondi riportano alla mente la Leggy Jill; Kit, una asiatica con una stravagante frangia a punta che non ha nessuna controparte nella linea Leggy. Oltre alle bambole la linea comprendeva due piccoli set di accessori che includevano qualche vestito e molte scarpe, calze e lunghissimi pantacollant. La linea non sembra aver avuto miglior fortuna della precedente linea Leggy, almeno in America, venendo presto relegata nel reparto "liquidazioni" dei negozi di giovattoli.